# Hans Erlewin
Hans Erlewin oder Erlewein war 1424 Bürgermeister der Reichsstadt Heilbronn. 

## Familiengeschichte
Das Heilbronner Geschlecht der Erlewin bzw. Erlewein wird erstmals im Jahr 1342 mit Erlewin dem Älteren erwähnt. Im Jahr 1349 erscheint der Name Konrad Erlewin und 1378 Hans Erlewin. Hans Erlewin wird oft im Zusammenhang mit Hans Erer dem Älteren erwähnt. Daraus lässt sich die Schlussfolgerung ziehen, dass beide gemeinsam bis 1428 Bürgermeister waren. Walter und Eitel Erlewin die Eltern des Hans Erlewin (?) erhielten ein Lehen vom Graf Eberhard dem Greiner von Wirtemberg.

## Leben und Wirken
Am 25. Mai 1424 wird eine Urkunde von Hans Erlewin als Bürgermeister besiegelt.